# 山田たかし
山田 たかし（やまだ たかし、1971年1月 - ）は、日本のフリーライター。大阪府河内長野市出身。日本民俗学会、神奈川県民俗芸能保存協会会員。埼玉県北本市在住。

## 略歴
祭礼・郷土芸能の探訪・調査は平成2年ごろ開始。全国のべ1000ヶ所以上を歩く。〈秩父を記録する会〉を主宰。古老、百名以上の聞書きを活字化。また10数年来、衰退する祭礼・民俗行事を記録映像として残す活動をしている。
第38回埼玉文学賞、第4回長塚節文学賞、第48回地上文学賞、労働者文学賞2001、第3回奥の細道文学賞ほか受賞。秩父地方の滅びゆく民俗を描いた作品『別れの谷』を2002年、山梨日々新聞へ24回にわたり連載、好評を博す。現在は地域誌等に祭礼に関するルポ・随筆・論考等を多数発表。
北本宿囃子連（本宿天神社獅子舞）でトンビ（笛）、皆野町・日野沢大神社神楽で舞と笛を担当するほか、県内外の郷土芸能団体の活動を多数支援。
現在、2009年に新しく発足した鴻巣市・下谷お囃子連にて笛を指導。ともに活動する。
2004年、〈第6回全国獅子舞シンポジウム〉にて「秩父地方の三頭獅子舞」として講演。消滅した皆野町・大神ささら獅子舞、小鹿野町・煤川の獅子舞などを紹介。
2009年、関東地方では前例のない、行政の力を頼らない団体同士の横のつながりによる〈ぐんまフラワーパーク郷土芸能のつどい〉をプロデュース、日野沢大神社神楽、北本宿囃子連を含む9団体、7時間に及ぶ公演を成功させ、新聞・テレビ等で大きく取上げられる。
2010年、ららん藤岡・道の駅　開業10周年記念・郷土芸能大会をプロデュース、5団体、7時間に及ぶ公演をふたたび成功させる。
2011年、白岡町・獅子博物館より〈獅子博物館功労者賞〉を授与される。同年5月、群馬県内にて〈東日本大震災復興支援郷土芸能大会〉及び〈川原湯温泉を応援する仲間たちによる手作りの郷土芸能大会〉を相次いで主催。複数の新聞等で取上げられる。また、本宿天神社獅子舞として〈第14回全国獅子舞フェスティバル〉に出演する。

## 著書
- 『有明物語』（草加文庫）
- 『獅子舞の記』
- 『日野沢大神社神楽よもやまばなし』（全10巻）
- 『里神楽気まぐれ備忘録』（私家版）